# Acetobacteraceae
De Acetobacteraceae vormen een grote familie bacteriën, waartoe onder anderen de azijnzuurbacteriën behoren. Genetisch onderzoek plaatst deze bacteriën bij de Proteobacteria en zij behoren tot de orde van de Rhodospirillales.
De familie bevat gramnegatieve bacteriën en het typegeslacht van de familie is de Acetobacter.

## Onderverdeling
Volgende geslachten behoren tot de Acetobacteraceae:
- Acetobacter
- Acidicaldus
- Acidiphilium
- Acidisoma
- Acidisphaera
- Acidocella
- Acidomonas
- Asaia
- Belnapia
- Craurococcus
- Endobacter
- Gluconacetobacter
- Gluconobacter
- Granulibacter
- Komagataeibacter
- Kozakia
- Muricoccus
- Neoasaia
- Neokomagataea
- Oleomonas
- Paracraurococcus
- Rhodopila
- Rhodovarius
- Roseococcus
- Roseomonas
- Rubritepida
- Saccharibacter
- Stella
- Swaminathania
- Tanticharoenia
- Teichococcus
- Zavarzinia